# 北口博
北口 博（きたぐち ひろし、1930年11月20日 - 2019年11月6日）は、日本の政治家。元自由民主党所属衆議院議員（4期）。

## 来歴・人物
熊本県生まれ。1955年に中央大学法学部卒業後、熊本県農業協同組合中央会に勤務。岳父の参議院議員北口龍徳秘書を務めた後、1967年に熊本県議会議員になる。1979年、第35回衆議院議員総選挙熊本1区に無所属で立候補し初当選。この時、北口を推した県議2人は自民党から除名となった。以後4期務める。1985年、第2次中曽根第2次改造内閣防衛政務次官。1987年、竹下内閣農林水産政務次官。同年、第13回先進国首脳会議（ベネチアサミット）開催に際し、中曽根康弘首相に随行。1989年、中川秀直の辞任に伴い、衆議院科学技術委員長に就任。また、主要党務として副幹事長（衆議院議会運営委員会理事）等に就任。1990年、第39回衆議院議員総選挙で最下位当選であった松岡利勝に368票差届かず落選した。その後、1991年の熊本県知事選挙への出馬の構えも見せたが、立候補しなかった。政界から引退。勲二等瑞宝章受章。政治信条は「一国の礎石は農業の健全化に帰する。守りと共に攻めの農業への転換起動を求めてやまず」。
2019年11月6日、肺炎のため、熊本市の病院で死去。88歳没。死没日をもって従四位に叙される。

## 役員
- 日本企業行政管理士協会顧問（永世名誉職）
- 自由民主党熊本県連副幹事長
- 熊本市農業協同組合会長
- 熊本県農業協同組合中央会会長
- 熊本県農業者政治連盟委員長
- 県立熊本工業高等学校熊工会会長